# Ras El Ma
Ras El Ma (em árabe: رأس الماء), anteriormente Bedeau durante a colonização francesa, é uma comuna localizada na província de Sidi Bel Abbès, Argélia. De acordo com o censo de 2008, a população total da cidade era de 18 644 habitantes.